# تامباكس
تامبكس Tampax (وهو اختصار من Tam التي تدل على tampon أي السدادة القطنية، و pax من pack بمعنى علبة) هي علامة تجارية لسدادات القطن النسائية ومملوكة حاليًا لشركة شركة بروكتر أند غامبل. كان مقرها في وايت بلينز ، نيويورك ، الولايات المتحدة حتى بيعها إلى شركة بروكتر آند جامبل في عام 1997. وهي شركة تابعة لعلامة الويز P & G's Always التي تبيع منتجاتها في أكثر من 100 دولة.
وقد انشأت العلامة التجارية والمنتج من قبل إيرل هاس، الذي حصل على براءة اختراع في ثلاثينيات القرن الماضي.  وقد تم تصميم وترويج المنتج وقتها على أنه قابل للغسل والتحلل . 

## تاريخ
في عام 1937، عملت شركة تامباكس مع ماكان إريكسون (شركة اعلانات أمريكية) في حملاتها التسويقية. وفي عام 1949، ظهرت العلامة التجارية في أكثر من 50 مجلة. خلال فترة الثلاثينيات إلى الأربعينيات من القرن الماضي، تعاملت شركة تامباكس مع الرياضيات ليكن سفيرات لعلامتها التجارية.
وخلال الحرب العالمية الثانية، قامت الشركة بانتاج ضمادات للجروح.  في عام 1984، تم تغيير اسمها إلى Tambrands Inc. 
أجرت الشركة مجمووعة من الدراسات الطبية في عام 1945 لإثبات سلامة ومأمونية استخدام السدادات القطنية.
شمل التسويق للمنتج موقع الإلكتروني لشركة BeingGirl التي تستهدف الفتيات المراهقات. 

## روابط خارجية
- الموقع الرسمي